# Arie Kindler
Arie Kindler (hebräisch אריה קינדלר; geboren am 17. Februar 1920 in Berlin; gestorben am 23. Juli 2014 in Ramat Gan, Israel) war ein israelischer Numismatiker und Hochschullehrer.

## Leben
Eine seiner frühesten Kindheitserinnerungen war nach Arie Kindlers eigenen Angaben die Eröffnung des Berliner Pergamonmuseums im Jahr 1930, seitdem interessierte er sich für Archäologie. Bereits 1933 verließ die Familie Kindler Deutschland: Anlass für den Entschluss zur Ausreise war die Lektüre des Vaters von Hitlers Mein Kampf. Im britisch verwalteten Palästina verdiente der junge Arie Kindler seinen Lebensunterhalt zunächst mit Gelegenheitsarbeiten. Ab 1938 diente er zehn Jahre lang in der Untergrundorganisation Hagana. Nach deren Eingliederung in die Israelischen Verteidigungsstreitkräfte war Kindler noch bis 1978 Soldat und Reservist.
Kindlers berufliches Interesse galt der Altertumswissenschaft, insbesondere der jüdischen Geschichte. Bereits in den frühen 1940er Jahren durchstöberte Kindler das Angebot von Münzen und anderen archäologischen Objekten bei arabischen Straßenhändlern auf den Märkten von Jerusalem. Als Wissenschaftler konzentrierte er sich auf die Numismatik und wurde zu einem führenden Experten für hasmonäische Münzen. Sein Studium schloss er mit einer Dissertation über die Münzen von Bostra ab. Von 1974 bis 1988 lehrte Kindler am archäologischen Institut der Universität Tel Aviv und von 1981 bis 1992 an der Bar-Ilan-Universität in Ramat Gan.
Ab 1962 war Kindler Direktor und Kurator des Kadman Numismatic Pavilion, der numismatischen Abteilung des Eretz Israel Museum in Tel Aviv. Diese Tätigkeit übte er bis zu seiner Pensionierung im Jahr 1997 aus. Den Grundstock der Münzsammlung des Museums bildeten 2.000 vom Stifter Leo Kadman eingebrachte Münzen, 1.000 Stücke aus der Sammlung Kindlers, und 500 Münzen von Walter Moses, dem Stifter des Eretz Israel Museum. Unter Kindlers Leitung konnte die Sammlung durch Stiftungen, Erbschaften und Ankäufe um etwa 80.000 Objekte erweitert und zu einer der bedeutendsten Münzsammlungen Israels werden.

## Ehrenämter
Am 10. Mai 1945 gründete Kindler mit Gleichgesinnten eine Vereinigung an antiken Münzen interessierter Personen, die Numismatic Section of the Tel Aviv Circle of Amateurs of Antiquities, aus der im November 1947 die Israel Numismatic Society hervorging. Kindler war zeitweilig Vorsitzender der Gesellschaft.

## Veröffentlichungen
Kindler war von 1967 bis 1973 Herausgeber von ’Alon, der hebräischsprachigen Zeitschrift der Israel Numismatic Society, und ab 1980 Mitherausgeber des Israel Numismatic Journal.
Als Wissenschaftler veröffentlichte er mehr als 200 Aufsätze und sieben Monographien zu verschiedenen Themen der Numismatik, von den Münzen der Antike über mittelalterliche byzantinische und islamische Münzen bis zu den Prägungen des Staates Israel.

## Schriften (Auswahl)
- The coins of Tiberias. Hamei Tiberias, Tiberias 1961, OCLC 468921820.
- als Herausgeber: The patterns of monetary development in Phoenicia and Palestine in antiquity. Proceedings. International Numismatic Convention. Jerusalem 27–31 December 1963. Schocken, Tel-Aviv u. a. 1967, OCLC 468909879.
- mit Ernst Werner Klimowsky: The function and pattern of the Jewish coins and the city coins of Palestine and Phoenicia, (= Numismatic studies and researches. 5, ZDB-ID 2836861-7). Schocken, Tel-Aviv u. a. 1968.
- als Bearbeiter und Herausgeber: Bruno Kirschner: Deutsche Spottmedaillen auf Juden (= Veröffentlichung des Leo-Baeck-Instituts.). Ernst Battenberg, München 1968, OCLC 1292394.
- The coinage of Bostra. Aris & Phillips, Warminster 1983, ISBN 0-85668-136-9.
- mit Alla Stein: A bibliography of the city coinage of Palestine from the 2nd century B.C. to the 3rd century A.D. (= BAR. International Series. 374). British Archaeological Reports, Oxford 1987, ISBN 0-86054-482-6.